# Charlie Persip
Charlie Persip (26. července 1929 Morristown – 23. srpna 2020) byl americký jazzový bubeník. Svou profesionální kariéru zahájil počátkem padesátých let, kdy hrál například s klavíristou Taddem Dameronem. Své první album jako leader vydal v roce 1960 pod názvem Charles Persip and the Jazz Statesmen. Převážně však působil jako doprovodný hráč. Během své kariéry spolupracoval s mnoha hudebníky, mezi které patří například Dizzy Gillespie, Pat Martino, Randy Weston, Sonny Stitt nebo Milt Jackson.